# William Albin Young
William Albin Young (* 17. Mai 1860 in Norfolk, Virginia; † 12. März 1928 ebenda) war ein US-amerikanischer Politiker. Zwischen 1897 und 1900 vertrat er zweimal den Bundesstaat Virginia im US-Repräsentantenhaus.

## Werdegang
William Young besuchte die öffentlichen Schulen seiner Heimat sowie die St. Mary’s Academy in Norfolk. Danach begann er ein Jurastudium, das er aber ohne Abschluss wieder aufgab. In den folgenden Jahren arbeitete er im Handel. Außerdem war er sechs Jahre lang bei der Gerichtsverwaltung in Norfolk angestellt. Politisch wurde er Mitglied der Demokratischen Partei. Im Juni 1892 war er Delegierter zur Democratic National Convention in Chicago, auf der Grover Cleveland zum dritten Mal in Folge als Präsidentschaftskandidat nominiert wurde.
Bei den Kongresswahlen des Jahres 1896 wurde Young im zweiten Wahlbezirk von Virginia in das US-Repräsentantenhaus in Washington, D.C. gewählt, wo er am 4. März 1897 die Nachfolge von David Gardiner Tyler antrat. Dieses Wahlergebnis wurde von seinem Gegenkandidaten Richard Alsop Wise angefochten. Als diesem Einspruch stattgegeben wurde, musste Young sein Mandat am 26. April 1898 an Wise abtreten, der die angebrochene Legislaturperiode bis zum 3. März 1899 beendete. Im Jahr 1898 wurde William Young erneut gegen Wise in den Kongress gewählt, der auch diesmal gegen den Wahlausgang Widerspruch einlegte. Auch diesmal wurde seinem Veto stattgegeben. Bis zur Verkündung dieser Entscheidung konnte William Young zwischen dem 4. März 1899 und dem 12. Mai 1900 als Kongressabgeordneter amtieren.
Nach dem Ende seiner Zeit im US-Repräsentantenhaus arbeitete William Young in der Immobilienbranche in Norfolk, wo er am 12. März 1928 starb.